# Hogwarts Legacy
Hogwarts Legacy је акциона видео-игра улога коју је развио Avalanche Software, а издао Warner Bros. Games под ознаком Portkey Games. Део је франшизе Чаробњачки свет, а одвија се крајем 1800-их, век пре догађаја описаних у романима о Харију Потеру. Играч контролише ученика уписаног у Хогвортс који учи да рукује низом магијских способности и предмета. Уз помоћ других ученика и професора, протагониста креће на путовање да открије древну тајну скривену у чаробњчком свету.
Период раног приступа игри довео је до рекордне гледаности на платформи за стриминг Twitch, што је чини најгледанијом игром за једног играча свих времена на овој платформи. У року од две седмице након почетка продаје, продата је у више од 12 милиона примерака и остварила 850 милиона долара прихода од продаје широм света. Добила је углавном позитивне рецензије критичара, уз похвале за борбу, дизајн, ликове и верност изворном материјалу, али критике због техничких проблема и недостатка иновација попут игре отвореног света.